# Alicia Rio

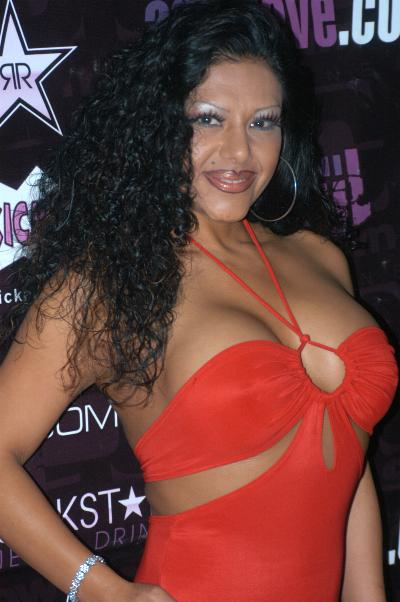
Alicia Rio, 2005

Alicia Rio (bürgerlich Carmen Marie Hughlett, * 16. Februar 1966 in La Capita; † 17. Januar 2022 in Kalifornien) war eine mexikanische Pornodarstellerin und Mitglied der AVN Hall of Fame.

## Karriere
Alicia Rio begann ihre Karriere im Jahr 1990 und beendete sie 1998. Laut IAFD hat sie in rund 300 Filmen mitgespielt, unter anderem in dem prämierten Film Borderline.
Rio bekam zweimal den FOXE Award. Außerdem war sie seit 2004 Mitglied der AVN Hall of Fame und bekam 2005 eine Auszeichnung für ihr Lebenswerk von der Free Speech Coalition, einer amerikanischen Organisation, welche sich gegen staatliche Zensur einsetzt.
Sie starb am 17. Januar 2022 im Alter von 55 Jahren an den Folgen einer Erkrankung an COVID-19.

## Filmografie (Auswahl)
- 1992: Batwoman & Catgirl
- 1993: Bikini Beach 1–3
- 1994: Bustin’ Out My Best!
- 1995: Borderline
- 1995: No Man’s Land 11
- 1995: The Dream Team
- 1996: Centerfolds
- 1997: Ski Bunnies

## Auszeichnungen & Nominierungen
- 1995: FOXE Fan Favorite Award[2]
- 1996: FOXE Fan Favorite Award[2]
- 2004: AVN Hall of Fame
- 2005: Free Speech Coalition Lifetime Achievement Award[3]